# Hagsjön (Hjorteds socken, Småland)
Hagsjön är en sjö i Västerviks kommun i Småland och ingår i Botorpsströmmens huvudavrinningsområde. Sjön har en area på 0,353 kvadratkilometer och ligger 68,8 meter över havet. Sjön avvattnas av vattendraget Isnäsström (Yxeredsån).

## Delavrinningsområde
Hagsjön ingår i det delavrinningsområde (639035-152305) som SMHI kallar för Utloppet av Hagsjön. Medelhöjden är 88 meter över havet och ytan är 5,97 kvadratkilometer. Räknas de 13 avrinningsområdena uppströms in blir den ackumulerade arean 366,1 kvadratkilometer. Isnäsström (Yxeredsån) som avvattnar avrinningsområdet har biflödesordning 2, vilket innebär att vattnet flödar genom totalt 2 vattendrag innan det når havet efter 35 kilometer. Avrinningsområdet består mestadels av skog (78 procent). Avrinningsområdet har 0,35 kvadratkilometer vattenytor vilket ger det en sjöprocent på 5,8 procent.